# PKP-Baureihe ED250
Die Baureihe ED250 sind von Alstom hergestellte Hochgeschwindigkeitszüge der PKP Intercity. Die Züge gehören zur Produktfamilie Pendolino, erreichen eine Höchstgeschwindigkeit von 250 km/h und sind seit dem 14. Dezember 2014 als Express InterCity Premium planmäßig in Polen unterwegs.

## Geschichte
Der Vertrag zwischen PKP Intercity und Alstom über die Lieferung von 20 Zügen wurde im Mai 2011 unterzeichnet, wobei die Gesamtkosten für die Beschaffung der Fahrzeuge bei 420 Mio. Euro lagen. Um die Beschaffung zu ermöglichen, wurden 93 Mio. Euro vom EU-Kohäsionsfonds getragen. Die Überführung erfolgte auf der Schiene.

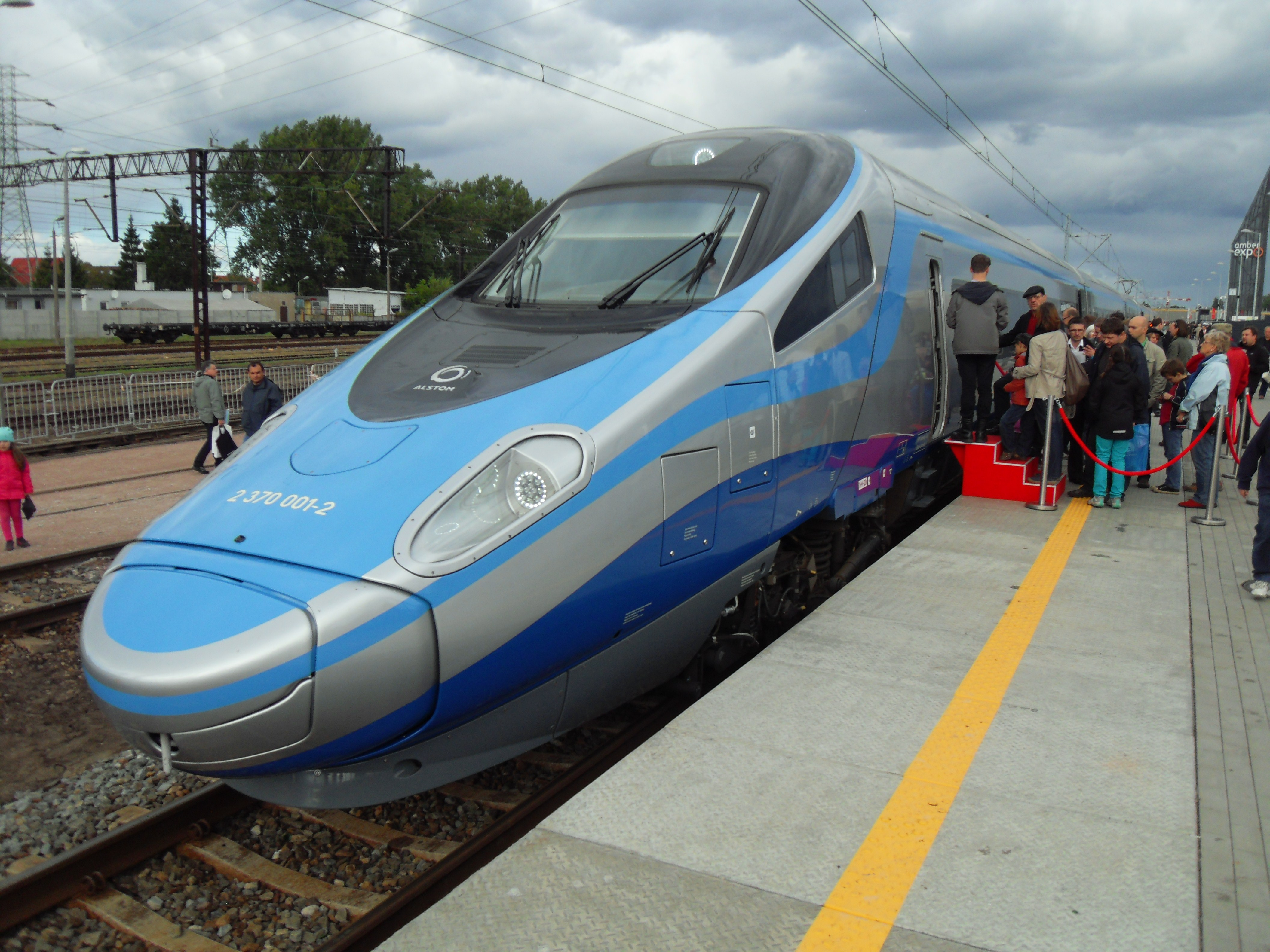
Der erste ED250 im September 2013 auf der Trako in Danzig

Der erste Zug wurde der Öffentlichkeit am 12. August 2013 im Bahnhof von Breslau präsentiert. Dabei konnten Innenraum sowie Führerstand des Zuges besichtigt werden. Rund 4000 Personen nahmen an diesem Ereignis teil, reisten teils aus großer Entfernung an und nahmen Wartezeiten von bis zu einer Stunde in Kauf. Aufgrund des großen Interesses wurde die Standzeit des Zuges um 90 Minuten verlängert. Der damalige Parlamentspräsident Grzegorz Schetyna sowie der damalige Verkehrsminister Sławomir Nowak waren ebenfalls anwesend.
Der Pendolino wurde diversen Testfahrten unterzogen. Zur Zulassung konnte auf Ergebnisse von Testfahrten mit den verwandten Zügen ETR 600 und ETR 610 zurückgegriffen werden, dennoch waren für eine Zulassung für 250 km/h Schnellfahrversuche notwendig, bei denen mindestens 275 km/h erreicht werden mussten. Diese Schnellfahrversuche wurden auf der „Zentralen Eisenbahn-Magistrale“ (CMK) zwischen Warschau und Krakau durchgeführt, dabei wurde mit 293 km/h ein neuer Geschwindigkeitsrekord für Schienenfahrzeuge auf polnischem Boden aufgestellt.
Die Unterhaltung der Züge erfolgt über einen Zeitraum von 17 Jahren durch Alstom in einem neu errichteten Betriebshof in Grochów bei Warschau. Seit dem 14. Dezember 2014 befinden sich die Triebzüge im Regelbetrieb. Dabei wird auf der CMK eine Geschwindigkeit von 200 km/h erreicht.

## Technik und Ausstattung

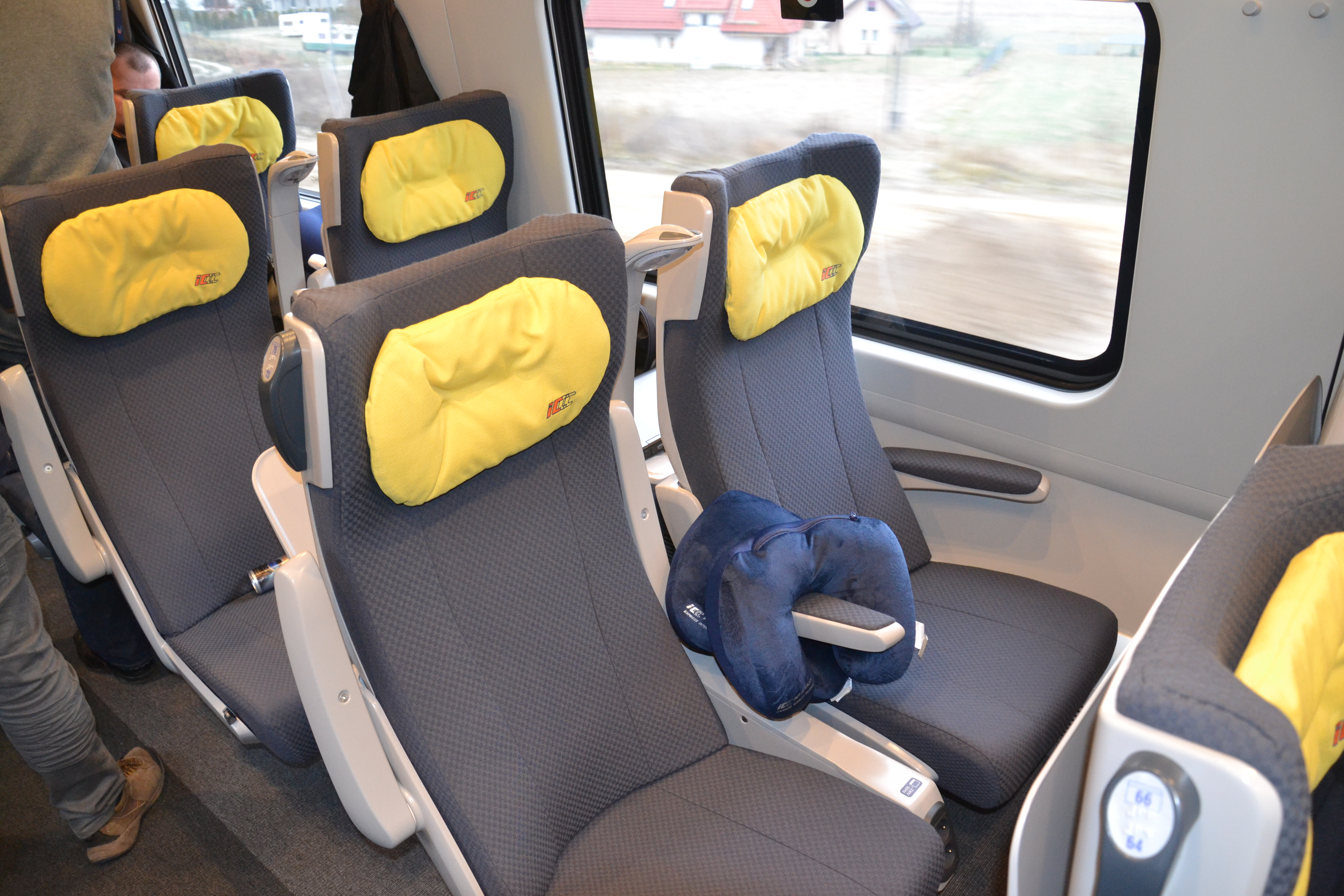
Innenraum in der ersten Wagenklasse

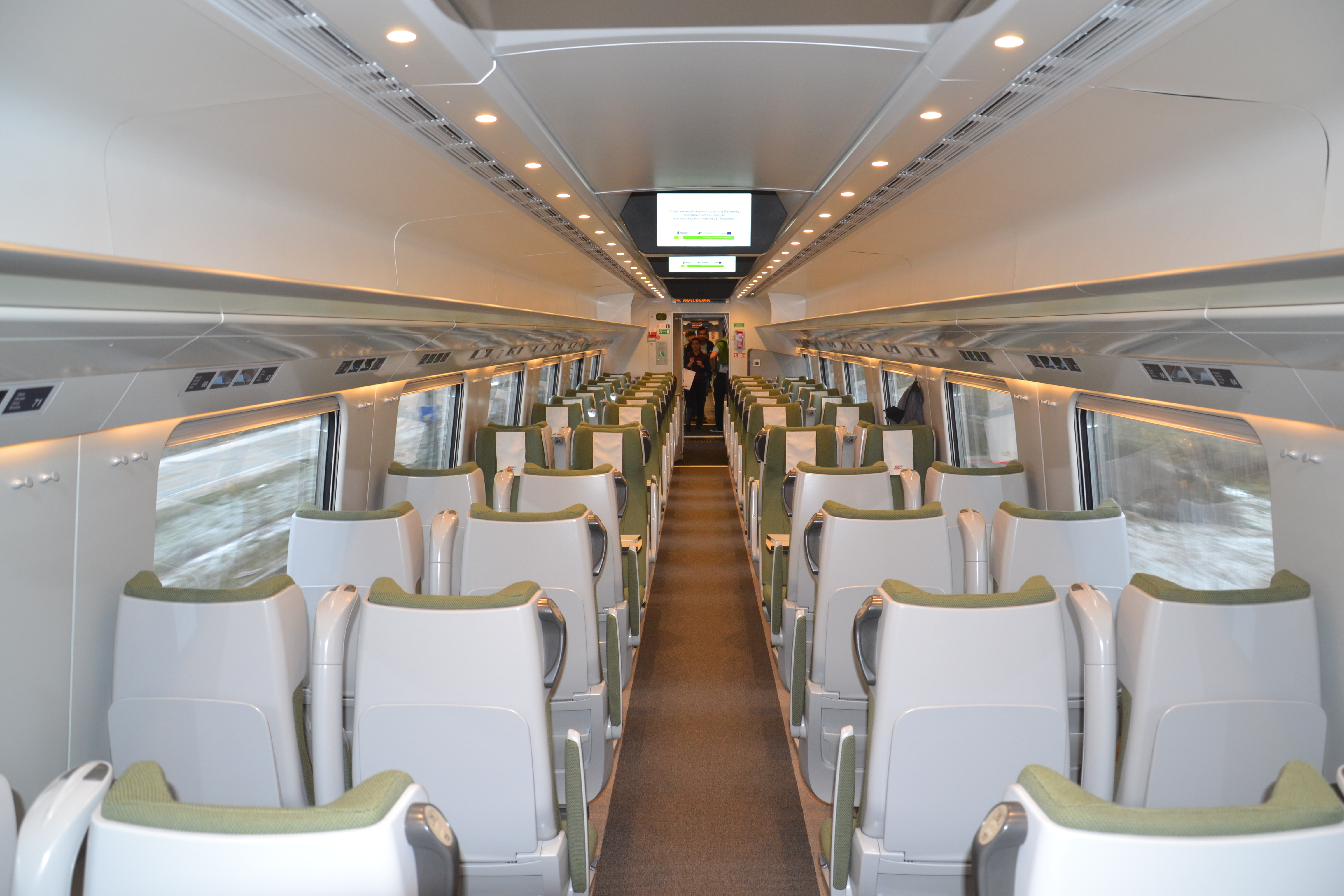
Innenraum in der zweiten Wagenklasse

Ein ED250-Triebzug besteht aus sieben Wagen, die von acht wassergekühlten Drehstrom-Asynchronmotoren mit einer Leistung von je 708 kW angetrieben werden. Der Wagenkasten wurde aus Aluminium gefertigt, als Zugsicherung sind verschiedene Systeme an Bord.

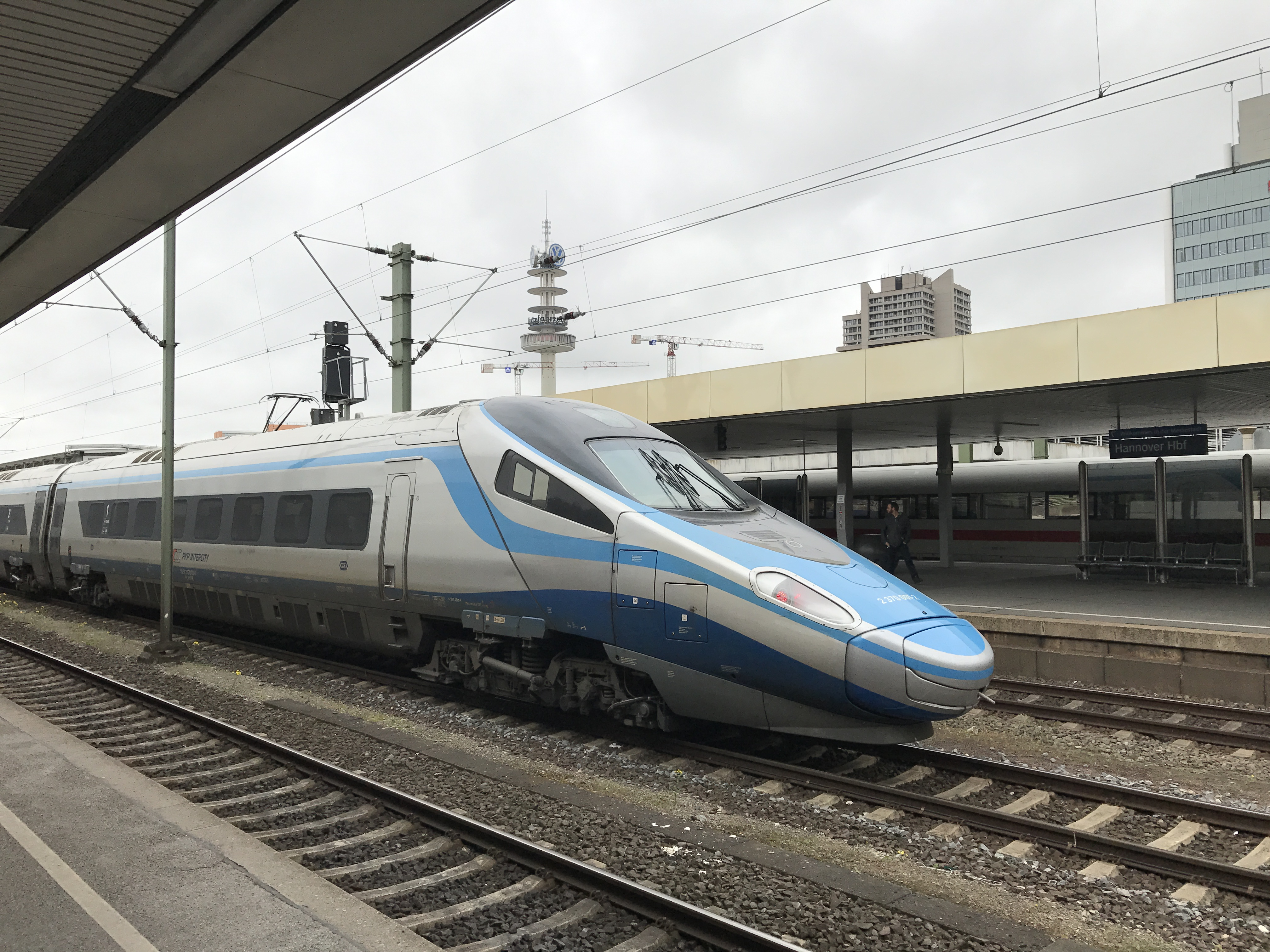
Ein Zug der Baureihe ED250 auf Probefahrt in Deutschland (Mai 2017)

 Die Züge werden aktuell nur innerhalb Polens eingesetzt, hierbei wird ETCS Level 1 und 2 sowie SHP verwendet. Der Hersteller Alstom ist verpflichtet, den Einsatz in Deutschland, Österreich und Tschechien zu ermöglichen, was durch das Vorhandensein von LZB, PZB und Mirel bereits in der Grundkonzeption berücksichtigt wurde. Im Frühjahr 2017 begannen Probefahrten mit dem Ziel, die notwendigen EBA-Zulassungen zu bekommen.
Laut Hersteller wurden die Züge für einen Betrieb zwischen −25 °C und +45 °C auf einer maximalen Höhe von 1000 m ausgelegt. Die für den Pendolino namensgebende Neigetechnik wurde nicht eingebaut, da sie beim Einsatzprofil der Züge in Polen keine signifikanten Vorteile bedeutet hätte.
Bei der Entwicklung wurde Wert auf die Schallisolierung des Innenraums gelegt, was durch die aerodynamische Gestaltung der Dachaufbauten und die Schallisolierung der Fahrgestelle erreicht wurde.
Pro Triebzugseite gibt es zehn elektrisch betätigte Schwenkschiebetüren, eine behindertengerecht ausgebaute Tür mit integriertem Hublift und eine Ladetür für den Speisewagen. Jeder Führerstand verfügt darüber hinaus über separate Einstiegstüren.
Die Züge besitzen ein Fahrgastinformationssystem mit zwei an der Decke eines jeden Wagens angebrachten Monitoren sowie Displays an jeder Tür, auf denen Informationen zum Zuglauf angezeigt werden können. Ein elektronisches System zur Verwaltung der Sitzplatzreservierung ist ebenfalls vorhanden. In jedem Wagen befinden sich zwei Überwachungskameras. Insgesamt gibt es neun Toiletten, davon eine behindertengerechte Universaltoilette. Zur Fahrradmitnahme sind pro Zug vier Fahrradständer vorhanden.

## Unfälle
- Am 7. April 2017 stieß ein Schnellzug von Breslau nach Warschau an einem unbewachten Bahnübergang im südwestpolnischen Schodia mit einem Lkw zusammen. Von den rund 300 Reisenden des Zuges wurden durch die Notbremsung mindestens 18 verletzt.[8]
- Am 26. September 2017 stießen ein „Pendolino“ von Gdynia nach Bielsko-Biała und ein Flughafenbus von Koleje Mazowieckie in Modlin bei Warschau zusammen. Weder Fahrgäste des Busses noch die etwa 200 Reisenden des Zuges kamen zu Schaden.[9]
- Im April 2020 entgleiste ein Fahrzeug bei einer Messfahrt in München.